# Noyon
För andra betydelser, se Noyon (olika betydelser).
Noyon är en kommun och en liten men historiskt betydelsefull stad i departementet Oise i Hauts-de-France i norra Frankrike.
Noyon första invånare var galler men staden är känd eftersom det var här som kejsaren Karl den store lät sig krönas 768 liksom den förste captingiske kungen Hugo Capet gjorde 987.
I slutet av 1500-talet tillföll staden Spanien men Henrik IV av Frankrike återerövrade den senare. Under både första och andra världskriget ockuperades Noyon av Tyskland och drabbades hårt vid båda tillfällena.
Jean Calvin föddes i Noyon.

## Befolkningsutveckling
Antalet invånare i kommunen Noyon
| Referens: INSEE |